# Rio Cenuşeroaia
O Rio Cenuşeroaia é um rio da Romênia, afluente do Limbăşelu, localizado no distrito de Prahova.